# Уолтер Орр Скотт
Уолтер Орр Скотт (англ. Walter Orr Scott, 8 листопада 1944 у місті Тампа, Флорида, США) — американський письменник та поет, публічний оратор, автор книг «Історія одного солдата» (2017) (англ. «A Soldier's Story»),  «Вставай, Україно!» (2014 рік) (англ. Arise, Ukraine!), «Шевченко. Поезія в історіях» (2018 рік) (англ. «Shevchenko. Poetry to stories») та "Дари. Книга перша — Миро" (2019р.) (англ. The Gifts. Book One — Myrrh) та Книга друга «Ладан» —  Усі книги написані як англійською, так і українською мовами. Волтер проживає у місті Жмеринка. Є членом міського літературного об'єднання «Калинове гроно» та є одним з авторів колективного альманаху «Чарівна криниченька». Нагороджений званням лейтенанта українського козацтва. З 2017 р. — член Національної спілки журналістів України. 
Переможець конкурсу «Українська мова —мова єднання» в 2018 році.

## Життєпис
Дитинство (1945—1959) пройшло в Норт-Роялтоні англ. North Royalton, Огайо, куди переїхала родина. У 8 років почав грати на тромбоні.
1959 — родина переїхала до Монтгомері, штат Алабама.
1962 — закінчив середню школу Robert E. Lee High School. В цей час він виступав у танцювальній групі «Southernaires» і був музикантом All State у 1960—1962 роках.
1962—1963 — навчався музиці у Університеті Алабами, грав на тромбоні у симфонічному оркестрі та був провідним тромбоністом у танцювальному оркестрі «Alabama Cavaliers». Навчання довелось покинути через брак коштів.
1963 — отримав музичну освіту в Державному педагогічному коледжі Троя (англ. Troy State Teachers College).
1963—1965 — грав рок-н-рол в ансамблі The Apaches, бас-гітара і тромбон.
1966—1971 — служив у Військово-морському флоті США
1971—1974 навчався в Обернському Університеті (англ. Auburn University) в місті Оберн, штат Алабама, здобувши ступінь бакалавра наук з фармакології.
1974—1989 фармацевт на приватних підприємствах Алабами та Флориди.
1989—2004 служив офіцером в службі охорони громадського здоров'я США.

## Військова служба
Уолтер служив у військово-морському флоті США (англ. The United States Navy) офіцером медичної служби (англ. a Hospital Corpsman) протягом 1966—1971 рр., в USS Raleigh (LPD-1); служив офіцером в службі охорони громадського здоров'я США (англ. the United States Public Health Service) (1989—2004). Він пішов у відставку у званні капітана шостого офіцерського рангу (0-6) (еквівалентного капітану першого рангу в Україні) після загалом 20 років на службі.
Отримав наступні бойові нагороди та відзнаки:
|  |  |  |
|  |  |  |
|  |  |  |

| 1. Емблема капітану першого рангу в Україні (0-6)  | 2. Відзнака служби охорони громадського здоров’я США | 3. Емблема ВМС США офіцера медичної служби |
| 4. Медаль похвали                                  |                                                      | 5. Медаль за досягнення з бронзовою зіркою |
| 6. Нагорода видатному підрозділу                   | 7. Нагорода від PHS                                  | 8. Подяка підрозділу                       |
| 9. Медаль "Isolated Hardship" з бронзовою зіркою   | 10. Медаль Двохсотріччя підрозділу                   | 11. Нагорода Офіцерської асоціації         |
| 12. Медаль Національної оборони з бронзовою зіркою | 13. Досконалість ВМС США "E"                         | 14. ВМС США Нагорода за зразкову поведінку |

## Приватний сектор бізнесу
1974—1989 — працював в галузі фармакології в приватному секторі на посаді фармацевта в Алабамі та Флориді.
2001—2005 — власник Художньої галереї Хайленд (англ. Highland Art Gallery) в Елько, Невада; займався поліграфічним друком, виготовленням рам для картин та фотографією.

## Життя в Україні
Постійно проживає в Україні з 2011 року, а саме в місті Жмеринка. У 2013 році декілька його поезій було включено до літературної збірки «Чарівна криниченька», він був єдиним іноземним автором, якому була надана така честь. Окрім своєї письменницької діяльності, він є громадським спікером, благодійником і волонтером, який надає підтримку солдатам Української армії з січня 2015 року. У травні 2017 року він відвідав зону військових дій на сході України (АТО) і опублікував серію звітів «Думки з військового фронту» про роботу однієї з волонтерських груп з Вінницької області, яка допомагала там морським піхотинцям.  Виступав в університетах та школах України. Також виступав з промовами на відкритті пам'ятника Тарасу Шевченка в м. Гнівань.
У жовтні 2019 р. в Одесі відбулася його бесіда з курсантами Інституту ВМС, Одеської морської академії та військовослужбовців комендатури забезпечення ВМС Збройних Сил України. Мова йшла про патріотизм і миротворчість, соціальну згуртованість і відкритість суспільства.  Зустріч була організована в рамках проекту «Зміцнення соціальної згуртованості» Благодійного фонду «Карітас Одеса УГКЦ» в партнерстві з Одеською обласною універсальною науковою бібліотекою ім. М. Грушевського за підтримки Українського клубу Одеси і обласного центру патріотичного виховання та організації дозвілля дітей та молоді.
Нагороди та відзнаки:
1. Нагороджений Медаллю «Волонтер України» в 2017 р. 
2. Отримав диплом Лауреата загальнонаціонального конкурсу «Українська мова — мова єднання» в 2018 р. за вагомий внесок у примноження духовного потенціалу українського суспільства, вірність ідеалам правди і добра.
3. Нагороджений Орденом Рівноапостольного Великого Князя Володимира за особливий внесок у відродження Української державності та духовності, посилення ролі Української Церкви в житті суспільства та держави в цілому.

4. Отримав диплом лауреата літературно-мистецької премії імені Павла Добрянського за 2023 рік у номінації (категорія) Сучасна українська поезія та проза за збірку оповідань та віршів англійською та українською мовами «Історія одного солдата».

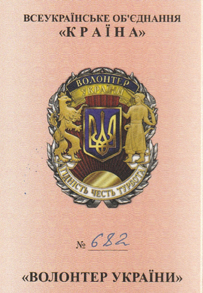
Медаль «Волонтер України»
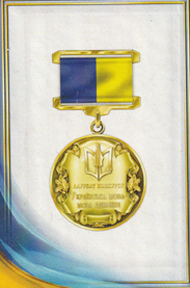
Відзнака Лауреата загальнонаціонального конкурсу «Українська мова — мова єднання»
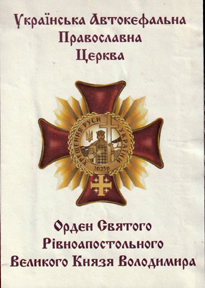
Орден Рівноапостольного Великого Князя Володимира
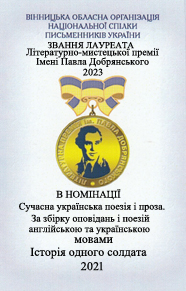
диплом лауреата літературно-мистецької премії імені Павла Добрянського.

## Музичні виступи
Дві поезії Уолтера Орр Скотта були покладені на музику та виконані у Києві. Заслужений артист України Василь Пилипчак написав музику для наступних виступів:
20 квітня 2015 — виконання твору «Сліз вже немає» (англ. «No More Tears»), композитор: Василь Пилипчак, тексти: Уолтер Орр Скотт, Ірина Шувалова. Місто Київ, книгарня «Є».
26 грудня 2016 — виконання твору «Моя Україна» (англ. «My Ukraine»). Камерна симфонія № 7 для камерного хору і камерного ансамблю. Композитор: Василь Пилипчак, тенор: Анатолій Погрібний, автор тексту: Уолтер Орр Скотт. Національний Музей Літератури України. Місто Київ.
«Пам'ятайте того чоловіка: балет-реквієм»; 2021, 59 с., ISBN 978-966-949-707-9
Текст та інструкції до сучасного балету за мотивами поеми Уолтера Орра Скотта
«Пам'ятайте того чоловіка», 2015 рік. Вірш спочатку з'явився в книзі Уолтера Орра Скотта «Історія одного солдата», 2017 рік. Точний, описовий наратив.

## Публікації

### «Вставай, Україно!»
Вихідні дані:
Скотт, Волтер Орр. Вставай, Україно!. — Вінниця : Вінницька обласна друкарня, 2014. — 144 с. — ISBN 978-966-621-574-4.
У збірці поезій «Вставай, Україно!» англ. «Arise, Ukraine!» відображені події, що призвели до Євромайдану в сприйнятті американця. Містить поезії, лімерики та коротку п'су. Твори подаються мовою оригіналу — англійською і в перекладі українською, який здійснили Ліліана Мазур, Олена Апонович та Анонім.
До книги ввійшли 30 творів, всі вони мають гостре політичне забарвлення. Вірші були написані у проміжок часу з березня 2013 року по кінець лютого 2014.

### «Історія одного солдата»
Вихідні дані:
Скотт, Уолтер Орр. Історія одного солдата. — Київ : Видавничий дім "Києво-Могилянська Академія", 2017. — 166 с. — ISBN 978-966-518-720-2.
Збірка оповідань і поезій незвичайного автора. Уолтер Орр Скотт — американець, який завдяки щирій вдачі й відкритому серцю подолав багато земних шляхів. Ці шляхи привели його в Україну, де він знайшов свій новий дім і нових друзів. Україна захопила його своєю звитяжною історією і непростим сьогоденням. Не поділитися враженнями про побачене Волтер просто не зміг.
Двомовна (англо-українська) збірка містить калейдоскоп історій реальних людей, почутих і осмисленних автором, а також низку поезій, на які автора надихнули глибокі роздуми й сильні почуття.
Для широкого кола читачів.
«Шевченко. Поезія в історіях»
Вихідні дані:
Уолтер Орр Скотт. Шевченко. Поезія в історіях: — Вінниця: ТОВ «Нілан — ЛТД», 2018. — 220 с. ISBN 978-966-924-777-3.

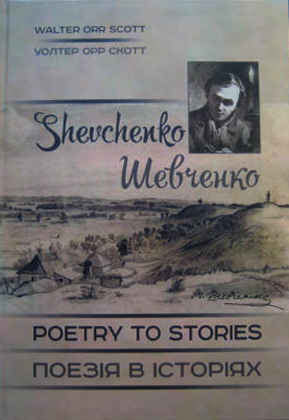

Ця книга є справжнім калейдоскопом коротких оповідань. Натхненням для написання кожної історії послугували вірші безсмертного барда України — Тараса Шевченка. Автор, Уолтер Орр Скотт, є американцем, який живе серед українців з 2011 року і продовжує занурюватися в українську культуру,що спонукала до написання цієї книги, сповненої любові і поваги до людей та української землі. Роботи Шевченка стали інструментом єднання американця та України. Різноманітність історій варіюється від сумних до переможних; від гумористичних до пов'язаних із повсякденним життям в сучасній Україні. Книга зможе як розважити читача, так і послугувати просвітницькою для людей знайомих та незнайомих з творчістю Шевченка, землею України та її мешканців.
Для широкого кола читачів.
«Дари. Книга перша — Миро».
Вихідні дані: Скотт, Уолтер Орр (Walter Orr Scott). Дари. Книга перша. Миро. — Вінниця: ТОВ «Твори», 2019.—196 с. ISBN 978-966-949-064-3.
Книга перша: Миро — є першою з трьох книг трилогії. Трилогія — це історична вигадка, заснована на тому, що сталося з трьома подарунками, принесеними трьома волхвами до немовляти Ісуса у Вифлеємі під час його народження. Книга перша розповідає про дар миро, який супроводжувався таємничою мотузкою від часу народження Христа до часу його розп'яття через 33 роки.
Переклад зроблено Анастасією Жищинською.
Для широкого кола читачів.
«Дари. Книга друга — Ладан».
Вихідні дані: Уолтер Орр Скотт (Walter Orr Scott). Дари. Книга друга. Ладан. — Вінниця: ТОВ «Твори», 2020.—428 с. ISBN 978-966-949-243-2. 
Друга книга, Ладан, продовжує трилогію «Подарунки». Трилогія — це історична вигадка, заснована на тому, що сталося з трьома дарами, принесеними трьома волхвами дитині Іісусу під час його народження у Вифлеємі. В другій книзі розповідається про подарунок Ладан, який супроводжується молотком і простою металевою чашою. Подарунок переноситься Йосифом з Ариматеї та двома його друзями до Стародавньої Британії, де подарунком ділиться з одним із друзів Яковом, отримуючи половину ладану та молота, а його друг Даніель отримує другу половину та чашу. Двоє незабаром розлучаються. Один подорожує на захід через Уельс,а потім на острів Гебернія (Ірландія). Інший подорожує на північ через Римську Британію до Пітленда (Шотландія). Дари продовжують подорожувати епізодами зустрічі з казковими королями, зачарованими тваринами, таємничими стрибками в часі, друїдами, зустріччю з королем Артуром, протистоянням дракону, як монстрам та іншим силам зла. Історію розповідає стародавній бард, який походить від людей Атлантиди, друїдів-священиків та царів. Бард розповідає з 625 року н.е. 
Історична вигадка, фентезі, призначена для всіх віків.
Переклад зроблено Анастасією Жищинською. 

### «Насіння Землі»
Дещо для роздумів
Нариси та Заклики
Нехай Свобода Зазвучить!

Натхненням для серії нарисів став патріот американської революції Томас Пейн (1737—1809) та його робота «Здоровий глузд», опублікована в 1776 році, а також памфлет «Американська криза», також опублікований у 1776 року. Ці нариси покликані надихати, інформувати та навчати. Наразі, станом на 2022 рік, опубліковано чотири томи.

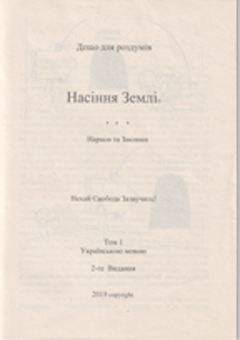
Том 1
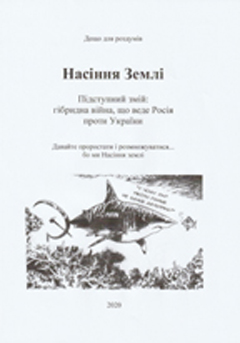
Том 2
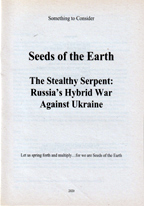
Том 2 (Обкаладинка англійською)
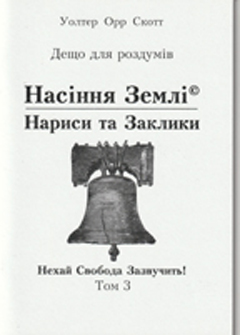
Том 3
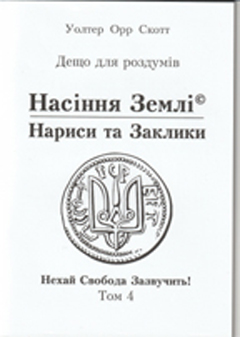
Том 4

Насіння землі, Том 1; 2019, 37 нарисів, 56 с., (2016–2019);
Насіння землі, Том 2; 2020, Підсупний змій: гібридна війна, що веде Росія проти України, 22 с.
Насіння землі, Том 3; 2021, 57 нарисів, 105 с. (2015—2020) ISBN 978-966-949-890-8
Насіння землі, Том 4; 2022, 36 нарисів, 87 с. (2017—2021) ISBN 978-966-949-556-3